# Tlaleng Mofokeng
Tlaleng Mofokeng (QwaQwa, Sudáfrica, años 1980), también conocida como Dr. T, es una médica, conferenciante, escritora y activista sudafricana por los derechos de las mujeres y los derechos de salud sexual y reproductiva. Es miembro de la Comisión para la Igualdad de Género del Gobierno de Sudáfrica.

## Trayectoria
Nació y se crio en QwaQwa en la provincia del Estado Libre de Sudáfrica, antiguo bantustán en la era del apartheid, ahora conocido como Phuthaditjhaba. El primer idioma que aprendió fue el lenguaje de señas inglés, ya que su madre era maestra en una escuela para niños sordos. Mofokeng fue la primera persona negra y la primera niña en obtener el abrigo de honor que su escuela entregó a estudiantes excepcionales. Lo logró durante dos años seguidos.
Después de completar sus estudios en la Academia St. Dominic, Mofokeng recibió un certificado en Terapia de Belleza y Somatología. En 2007, se graduó en Medicina y Cirugía en la Escuela de Medicina Nelson Mandela de la Universidad de KwaZulu-Natal en Sudáfrica.
Después de graduarse, trabajó durante 3 años en el Departamento de Salud de Gauteng, y luego se unió al departamento de pediatría en el Hospital Académico Charlotte Maxeke en Johannesburgo. Durante más de 13 años de carrera, Mofokeng ha ejercido la medicina principalmente en el área de la salud sexual y reproductiva de los adolescentes.
Mofokeng tuvo la primera inclinación real a trabajar en el campo de la salud sexual y reproductiva durante su año de servicio comunitario, mientras trabajaba en las clínicas de West Rand en Johannesburgo. Muchos pacientes, generalmente mujeres jóvenes, la consultaron por razones médicas y terminaron compartiendo con ella cuestiones de su salud sexual y problemas en sus relaciones. Incluso algunas pacientes la esperaban en el parking del hospital, para hablar sobre sexo con ella y hacerle preguntas.
Posteriormente, Mofokeng se convirtió en directora de una clínica privada en Sandton, un suburbio de Johannesburgo, donde ofrece información y tratamientos sobre infecciones de transmisión sexual, anticonceptivos e interrupción del embarazo.
Mofokeng también es miembro de las juntas directivas del Safe Abortion Action Fund, el Consejo Asesor Global sobre Salud y Bienestar Sexual y la Accountability International. También es presidenta del Soul City Institute. Tiene experiencia en la formación de profesionales sanitarios en materia de argumentación y defensa, y sus áreas de interés son la igualdad de género, la política, la salud materna y neonatal, el acceso universal a la salud, la atención después de la violencia, la salud menstrual y la gestión del VIH/sida.
Fue asesora del Comité Técnico de la Estrategia Nacional de Salud Sexual y Reproductiva de los Adolescentes y la Estrategia de Estructura de Derechos en Sudáfrica, movilizando con éxito movimientos que trabajan con temas de niños y adolescentes, personas con discapacidades, migrantes y personas que viven con el VIH/sida.
Ha trabajado como primera interviniente en cuestiones de violencia de género y ha sido perito judicial, basándose en la labor del Comité sobre la Eliminación de Todas las Formas la Discriminación contra la Mujer (CEDAW) para defender los derechos de las víctimas de malos tratos, con interés en garantizar el acceso a la atención posterior a la violencia.
En 2014, comenzó a compartir sus ideas y opiniones en Twitter, lo que fue determinante para que se convirtiera en una reconocida activista, conferenciante y escritora. A principios de 2021, su comunidad de seguidores en la citada red social ascendía a 96.500.
En 2015, Mofokeng lideró una denuncia y campaña contra el programa My Perfect Wedding con la Comisión de Quejas de Radiodifusión de Sudáfrica (BCCSA), tras un episodio que mostraba la historia de una pareja que se conoció cuando la novia tenía 14 años y el novio 28.
En junio de 2017, fue la líder del panel que examinó los sistemas sociales, políticos, económicos y de salud en la 8ª Conferencia Sudafricana sobre el SIDA en Durban. En 2019, fue nombrada miembro de la Comisión para la Igualdad de Género por el presidente de Sudáfrica. Su trabajo promovió la igualdad de género en su país, a través del sistema de Derechos Humanos de Naciones Unidas. Ese mismo año, fue una de las copresentadoras del programa de entrevistas Show Me Love en el canal de entretenimiento sudafricano Moja Love.
Durante la 44.ª sesión del Consejo de Derechos Humanos de las Naciones Unidas, en julio de 2020, Mofokeng fue nombrada Relatora Especial sobre el derecho de toda persona a disfrutar del más alto nivel posible de salud física y mental, convirtiéndose en la primera mujer africana en ser nombrada para este cargo. Como representante de la ONU, su primer informe se centrará en el impacto que la pandemia de COVID-19 ha tenido sobre los derechos de salud sexual y reproductiva, ya que los confinamientos, el cierre de clínicas y la falta de personal y material afectaron los servicios de planificación familiar.
Mofokeng también tuvo un programa de radio durante 4 años y medio sobre salud reproductiva en la emisora Kaya FM. También escribió sobre temas de salud reproductiva en una columna del periódico británico Sunday Times.

## Reconocimientos
En 2016, la Fundación Bill y Melinda Gates la nombró unas de las "120 menores de 40 años: La nueva generación de líderes en planificación familiar". Ese mismo año, también fue incluida en la lista de los 200 jóvenes sudafricanos del Mail and Guardian, además de ser considerada como joven influyente de Sudáfrica por Avance Media. El año siguiente formó parte de la lista de los 100 jóvenes africanos más influyentes en los Africa Youth Awards.

## Obra
2019 - Dr T: A guide to sexual health and pleasure, Pan Macmillan SA, ASIN: B07TYG4YZ9